# Giuseppe Garibaldi II

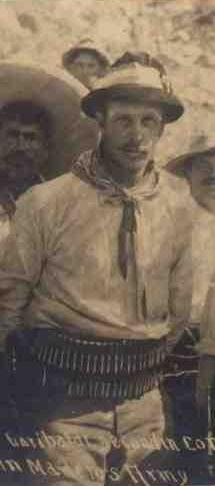
Giusepe "Peppino" "José" Garibaldi

Giuseppe Garibaldi II, ook wel bekend als Peppino Garibaldi of José Garibaldi (Melbourne, 29 juli 1879 - Rome, 19 mei 1950) was een Italiaans militair die in tal van buitenlandse oorlogen heeft gevochten. Hij was de kleinzoon van de vrijheidsstrijder Giuseppe Garibaldi.
Garibaldi werd geboren in Australië maar reisde de hele wereld over op zoek naar een zaak om voor te vechten. Hij vocht op Kreta aan de Griekse zijde tijdens de Grieks-Turkse Oorlog in 1897. Vervolgens trok hij naar Afrika om tijdens de Tweede Boerenoorlog aan de kant van de Britten te vechten en naar Latijns-Amerika om aan de zijde van Manuel Antonio Matos de Venezolaanse dictator José Cipriano Castro te bevechten, om Panama te steunen in de onafhankelijkheidsoorlog tegen Colombia en vervolgens naar Mexico om daar in de Mexicaanse Revolutie aan de zijde van Pancho Villa en Francisco I. Madero de dictator Porfirio Díaz te verdrijven. Na de slag bij Casas Grandes werd hij gepromoveerd tot kolonel, maar hij werd ontslagen door Pancho Villa, die liever zelf in de schijnwerpers stond, toen hij bij de inname van Ciudad Juárez te veel de aandacht trok. Hij keerde terug naar Europa om tijdens de Eerste Balkanoorlog weer aan Griekse zijde te vechten. Bij het uitbreken van de Eerste Wereldoorlog sloot hij zich als vrijwilliger aan bij het Franse leger en vocht aan de Argonne. Na de deelname van Italië aan de oorlog streed Garibaldi in het Italiaanse leger tegen Oostenrijk-Hongarije. Hij onderscheidde zich door zijn moed, en werd in 1918 benoemd tot brigadegeneraal.
Na de vrede van Versailles besloot hij de wapenen neer te leggen en verhuisde hij naar Londen om zich daar op het zakenleven te storten. In 1922 besloot hij echter terug te keren naar Italië om zich te verzetten tegen de fascistische machtsovername van Benito Mussolini. Hij nam deel aan verschillende antifascistische manifestaties maar besloot in 1924 het land te ontvluchten. Garibaldi ging in New York wonen waar hij Maddalyn Nichols huwde. In 1940 slaagde hij erin terug te keren naar Italië. Zijn broer poogde hem over te halen mee te vechten in de Tweede Wereldoorlog tegen Frankrijk om Nice voor Italië te heroveren, wat hij weigerde. Na de capitulatie van Italië op 8 september 1943 werd hij door de Duitsers gevangengenomen. Aan het eind van de oorlog (1945) werd hij bevrijd en trok zich terug uit het publieke leven. Hij overleed vijf jaar later.
Het Garibaldiplein in Mexico-Stad, bekend vanwege de mariachi's, is genoemd naar Garibaldi.